# Geronimo's Cadillac
«Geronimo's Cadillac» (en español: «el cadillac de Jerónimo») es el primer sencillo del cuarto álbum de Modern Talking In the Middle of Nowhere publicado en 1986. Después de que los cinco primeros sencillos del dúo llegaran a la cima del chart alemán, Geronimo's Cadillac fue el primero que no logró hacerlo, alcanzando la posición N.º 3.

## Sencillos
7" sencillo Hansa 108620, 1986
1. «Geronimo's Cadillac»		3:12
2. «Geronimo's Cadillac» (Instrumental)		3:12

12" Maxisencillo Hansa 608 620, 1986
1. «Geronimo's Cadillac» (Long Vocal Version)		5:02
2. «Keep Love Alive»		3:25
3. «Geronimo's Cadillac» (Versión instrumental)		3:12

## Posicionamiento
El sencillo permaneció 11 semanas en el chart alemán desde el 20 de octubre de 1986 hasta el 11 de enero de 1987. Se mantuvo en el #3 como máxima posición durante dos semanas consecutivas.
| Listas (1986) | Posición |
| ------------- | -------- |
| Alemania      | 3        |
| Austria       | 3        |
| Bélgica       | 4        |
| Dinamarca     | 3        |
| Egipto        | 25       |
| España        | 1        |
| Finlandia     | 8        |
| Francia       | 43       |
| Grecia        | 1        |
| Hong Kong     | 1        |
| Israel        | 1        |
| Noruega       | 7        |
| Países Bajos  | 36       |
| Polonia       | 1        |
| Sudáfrica     | 4        |
| Suecia        | 6        |
| Suiza         | 6        |
| Turquía       | 1        |